# Typhula caricina
Typhula caricina är en svampart som beskrevs av P. Karst. 1876. Typhula caricina ingår i släktet Typhula och familjen trådklubbor.   Inga underarter finns listade i Catalogue of Life.